# Vemod
| Vemod |
| --- |
| Svensk glesbygd och solnedgångar (här i Hotagen i Jämtland) anses ibland frammana en känsla av vemod. - Betydelse – saknad och sorg över något som förlorats - Bakgrund – i svensk skrift sedan 1637 (från tyska Wehmut) - Relaterat begrepp – melankoli, mono no aware, nostalgi |

Vemod beskriver en stillsam känsla av saknad och sorg över något som upplevs ha försvunnit och gått förlorat. Det syftar på ett svårmod och en sorgsenhet full av längtan.

## Användning
Denna känsla av (uppgiven) nedstämdhet kan exempelvis vara förknippad med en svunnen tid eller en förlorad eller försvunnen människa.
Vemod som begrepp eller känslouttryck med liknande betydelse anses ibland som en särskilt svensk yttring. Ett antal svenska filmregissörer, musiker och författare har arbetat i snarlik stil, inklusive Jan Johansson, Slas och Elsa Grave. Bland annat anses svensk glesbygd (med dess relativa ensamhet och stillhet) ibland som en miljö som lätt frammanar vemod. I Ted Ströms "Vintersaga" figurerar begreppet "det stora vemodet".
Vemodskänslor kan dock även figurera i konstnärliga verk från andra länder, inklusive Frankrike, arabvärlden och Spanien.
Det liknande begreppet mono no aware har en motsvarande plats i japansk kultur. Det syftar också på en tillbakablickande känsla över något svunnet, dock med mindre sorg och svårmod. Den kretsar också kring insikten om förgängligheten i det vackra.

## Etymologi
Ordet finns i svensk skrift sedan 1637. Det är ett tyskt lånord, hämtat från det liktydande Wehmut. Ordet är sammansatt av och relaterat till de båda orden ve (som i "Ve och fasa!") och mod.